# Omophorion

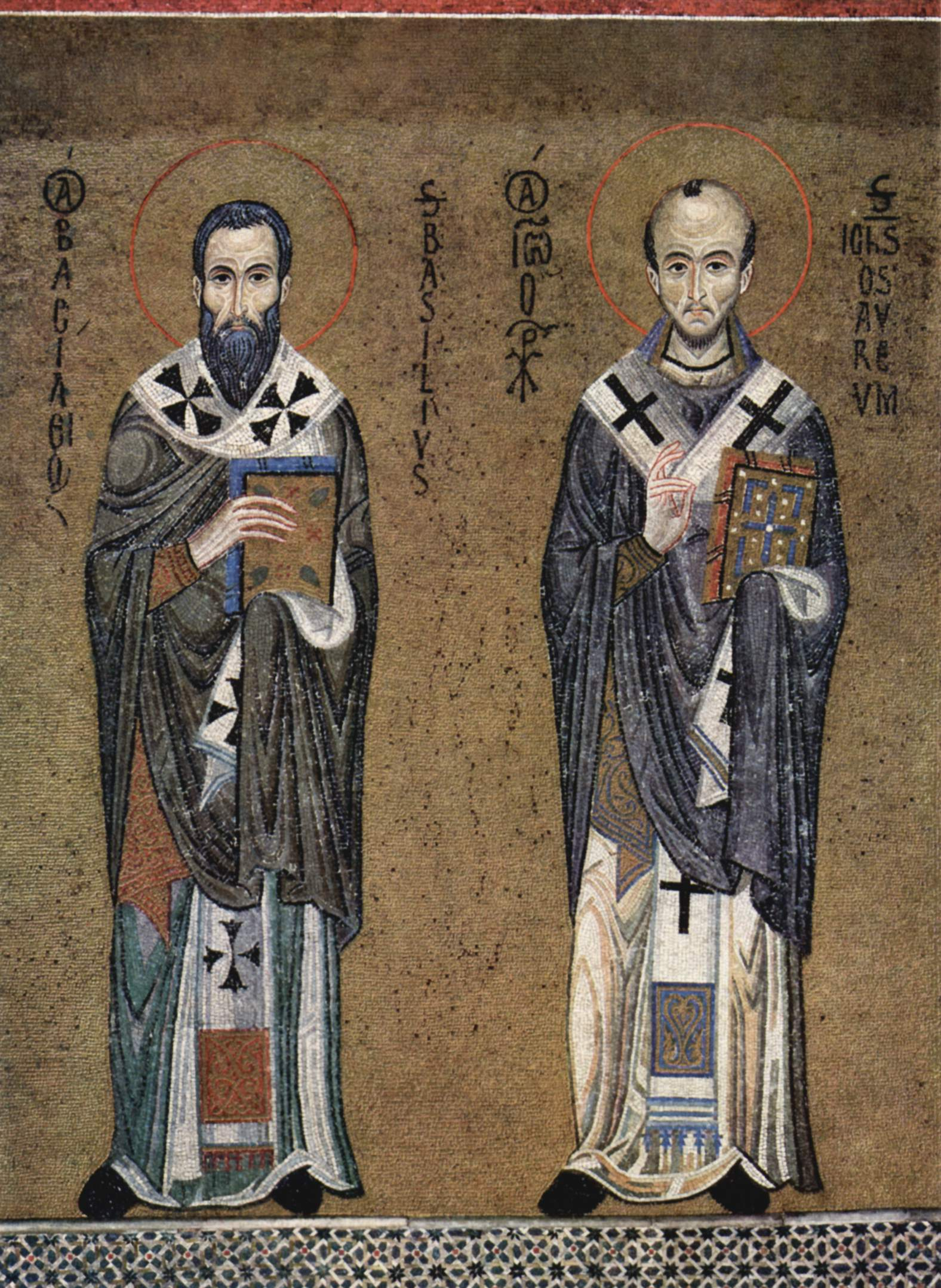
Bildnis der Heiligen Basilius des Großen (links) und Johannes Chrysostomus (Mosaik) in der Palastkapelle in Palermo, um 1150

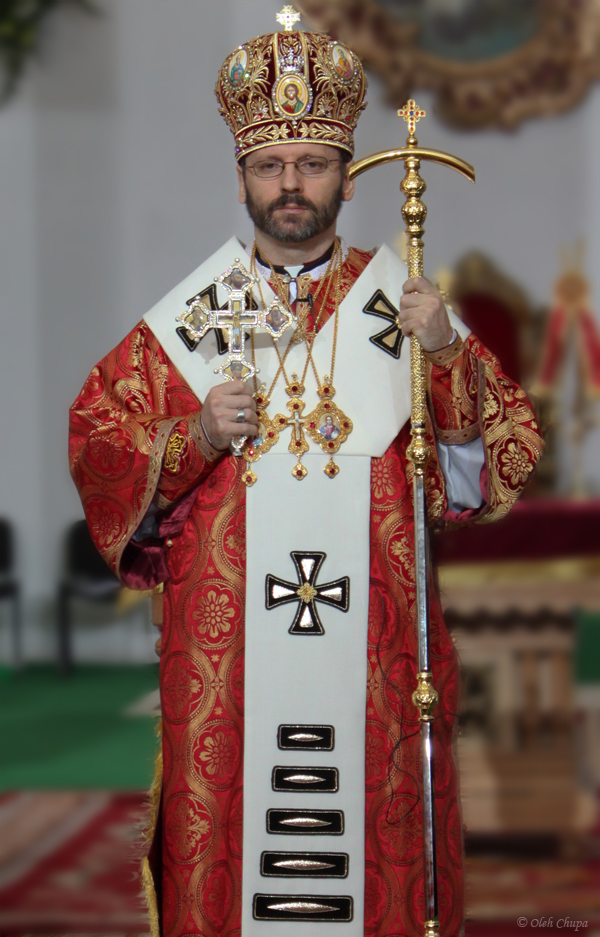
Großerzbischof Swjatoslaw Schewtschuk mit einem weißen Omophorion

Das Omophorion (griech. ὠμοφόριον zu ὦμος ‚Schulter‘ und φέρειν ‚tragen‘, ‚das um die Schulter zu Tragende‘) ist ein liturgisches Kleidungsstück der Patriarchen, Metropoliten, Erzbischöfe und Bischöfe in den byzantinischen, armenischen und syrischen Kirchen. Es entspricht dem Pallium der Metropoliten in der lateinischen Kirche. Allerdings besteht es im Gegensatz zum Pallium nicht aus Wolle, sondern aus einem etwa 30 Zentimeter breiten, mit Kreuzen verzierten Brokatstoffstreifen, der so um die Schultern geworfen wird, dass die Enden an der linken Schulter nach vorne und hinten herunterhängen (bzw. in der armenischen Kirche und in der ukrainischen katholischen Kirche ein Gabelkreuz ergeben).

## Bedeutung
Als Symbol des verlorenen und wieder gefundenen Lamms auf den Schultern des Guten Hirten verdeutlicht es die pastorale Funktion des Bischofs in der Nachfolge Christi. Das untere Ende des Omophorions ist in den unierten Kirchen mit einer Anzahl von Querbalken versehen, die nach dem Rang des Trägers variiert: drei Balken stehen für einen Bischof, vier für einen Metropoliten, fünf für das Oberhaupt der Kirche.

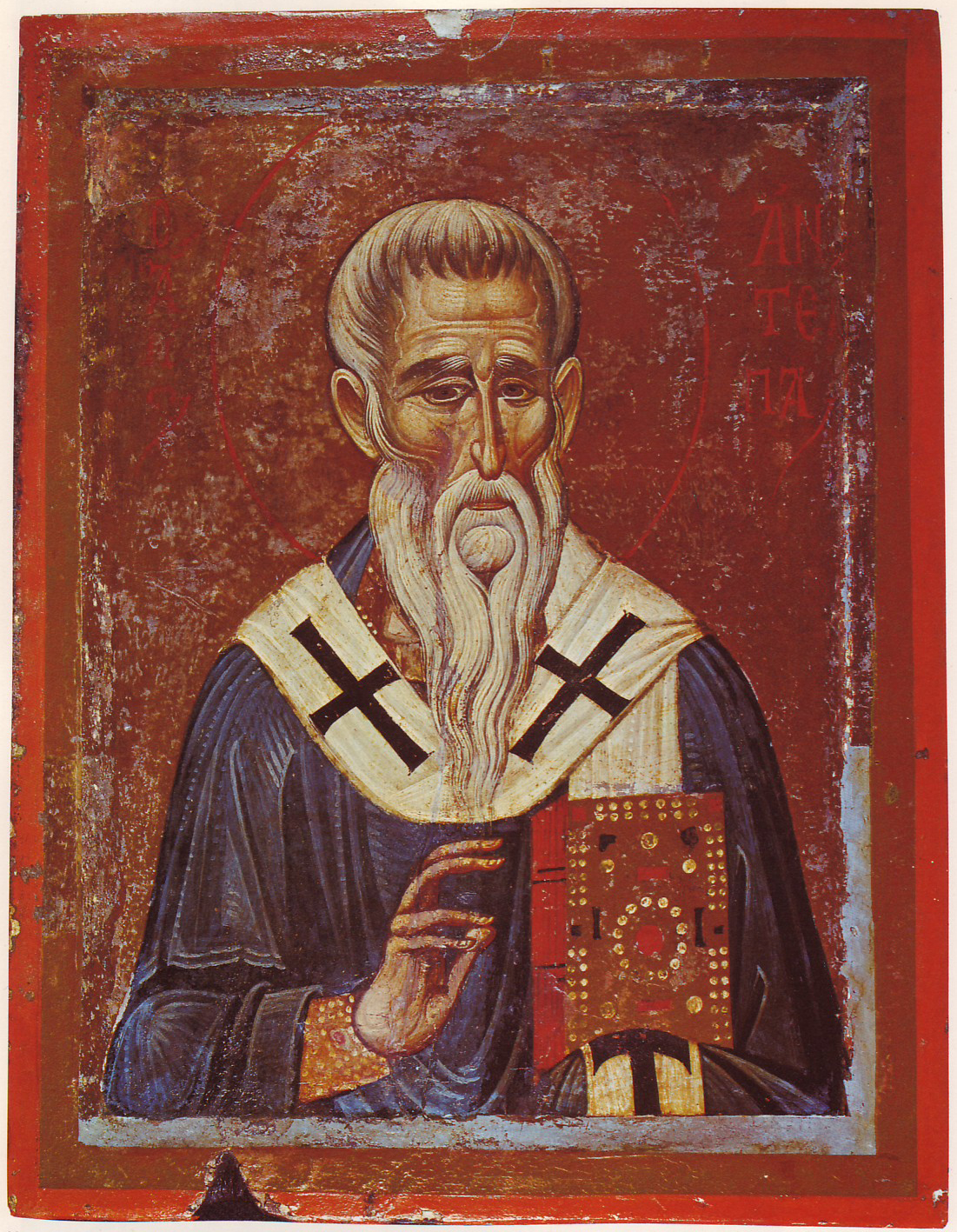
Ikone, 13. Jh.: Bischof mit Omophorion

## Liturgischer Gebrauch
Das Omophorion wird üblicherweise über dem bischöflichen Sakkos getragen und an diesem auch befestigt. Verlangt die liturgische Ordnung das häufige Abnehmen und das erneute Umlegen des Omophorions, so wird das normalerweise getragene Große Omophorion durch ein kleines ersetzt, das nach der Art eines Epitrachelions getragen wird. An manchen Orten, an denen mehrere Bischöfe konzelebrieren, ist es heute üblich, dass der Hauptzelebrant bei Bedarf das große Omophorion trägt, während die übrigen Konzelebranten durchgängig das kleine tragen.
In der Ruthenisch-katholischen Kirche und der Ukrainischen Griechisch-Katholischen Kirche wird das große Omophorion ebenfalls häufig verwendet. Die Vorschriften zur Anwendung sind vereinfacht, es wird nicht durch das kleine ersetzt und während der gesamten Liturgie getragen. Dennoch bestehen einige Bischöfe der Ukrainischen Griechisch-Katholischen Kirche auf die Einhaltung des ganzen Ritus.

## Herkunft und Geschichte
Ursprünglich war das Omophorion eine breite, mit Edelsteinen besetzte Schärpe, die zum byzantinischen Kaiserornat gehörte; sie wurde um die Schulter geschlungen und fiel auf Brust und Rücken herab.
Das Omophorion ist als liturgisches Kleidungsstück der Bischöfe ca. 400 bei Isidor von Pelusium bezeugt. Zu dieser Zeit wurde es noch als Zeichen der bischöflichen Hirtenrolle aus Wolle angefertigt. Seine einzige Formentwicklung seither war eine Verbreiterung. Eine Abbildung findet sich bereits in den Miniaturen einer Alexandrinischen Weltchronik, die vermutlich im 6. Jahrhundert geschrieben wurde. Des Weiteren ist das Omophorion in Trier auf einem Elfenbein-Relief zu sehen, das eine Reliquienprozession zeigt. Unter den Darstellungen des 7. und 8. Jahrhunderts sind erst kürzlich entdeckte Fresken in S. Maria Antiqua (über dem Domitianischen Gebäudekomplex des Forum Romanum). Der Darstellung auf diesen Gemälden ist die heutige Form im Wesentlichen gleich geblieben.
Man spricht von Klerikern und kirchlichen Einrichtungen, die unter bischöflicher Weisung stehen, sie seien „unter seinem Omophorion“.